# カルボキシペプチダーゼB
カルボキシペプチダーゼB(Carboxypeptidase B, EC 3.4.17.2)は、アルギニンやリシン等の塩基性アミノ酸に優先的に作用するカルボキシペプチダーゼである。この血清酵素は、C5aタンパク質からC末端のアルギニンが除去されたC5a des-Argへの急速な代謝を引き起こす。